# Município de Elkrun (condado de Columbiana, Ohio)
O município de Elkrun (em inglês:  Elkrun Township) é um município localizado no condado de Columbiana no estado estadounidense de Ohio. No ano de 2010 tinha uma população de 4687 habitantes e uma densidade populacional de 50,51 pessoas por km².

## Geografia
O município de Elkrun encontra-se localizado nas coordenadas 40° 46′ 49″ N, 80° 40′ 59″ O. Segundo a Departamento do Censo dos Estados Unidos, o município tem uma superfície total de 92.79 km², da qual 92.67 km² correspondem a terra firme e (0.12%) 0.11 km² é água.

## Demografia
Segundo o censo de 2010, tinha 4687 pessoas residindo no município de Elkrun. A densidade populacional era de 50,51 hab./km².